# Scano di Montiferro
Scano di Montiferro (sardisk: Iscànu) er en by og en kommune (comune) i provinsen Oristano i regionen Sardinien i Italien. Byen ligger i 385 meters højde og har 1.517 indbyggere (2016). Kommunen har et areal på 60,47 km² og grænser til kommunerne Borore, Cuglieri, Flussio, Macomer, Sagama, Santu Lussurgiu, Sennariolo og Sindia.